# Жилинские (деревня)
Жили́нские — деревня в Новосёлковском сельсовете Поставского района Витебской области Белоруссии. Деревня расположена рядом с дорогой Поставы — Дуниловичи.

## Название
Название деревни происходит от фамилии древнего дворянского рода Жилинских (пол. Żyliński).
Из метрических книг Лучайского костела:
«Жилинские. 29 мая 1816 года в Лучайском костеле была крещена Юстына Жилинская (Justyna Zylinske). Родители — Фома Жилинский и Ядвига Ходачыньска. Крестные — Петр Коласенок и Агата Ходачыньска».

## История
В 1777 году деревня впервые упоминается в метрических книгах Лучайского костела.
«8 июня 1777 года ксендз Фаддей Каменский окрестил девочку по имени Юстына, дочь Григория и Марианны Шакола. Крестные: Даниель Лимановский и Марианна Лимановская».
До проведения крестьянской реформы 1861 года, деревня Жилинские входила в состав имения Скворцово, принадлежащее крупному землевладельцу графу Богдану-Станиславу Эдуардовичу Мостовскому (1826 — 30.05.1873).
В 1873 году деревня насчитывала 36 ревизских душ и вместе с деревнями Ковзаны, Гинёво-больше, Гинёво-меньше, Грейцево, Кролики, Крутки, Мацуры, односельс. Кебново входила в состав Скворцовского сельского общества. Всего Скворцовское сельское общество Лучайской волости насчитывало 427 крестьян собственников и входило в состав 1-го мирового участка Вилейского уезда Виленской губернии.
Из метрических книг Лучайского костела:
«Запись 133. 4 сентября 1876 года на поле деревни Куриловичи Маньковичской волости громовым ударом убит отставной рядовой Иван Михаилов Кароль. Вдов, имел от роду 63 года. Прихожанин Лучайского костела из д. Жилинские. Оставил дочерей Елисавету и Казимиру. 7 сентября, после полицейского осмотра, тело его похоронено кс. Андржейковичем на Куриловском деревенском кладбище».
Один участок в деревне до сих пор называется «Каролёва волока», так как там проживало несколько семей по фамилии Кароли. По волоке земли в деревне Жилинские имели в свое время следующие семьи: Шаколы, Синицы, Цыбульские, Рагини, Дубовики (после Второй мировой войны дом не отстроили),Танана, Мацур . На одной из волок проживали сразу две семьи: Коласенки и Яцыны.
В 1905 году Жилинские насчитывали 121 жителя и охватывали 76 десятин земли.
В годы Первой мировой войны деревня располагалась в тылу 2-й русской армии (штаб находился в м.Будслав).
В результате советско-польской войны 1919—1921 гг. деревня оказалась в составе Польши (II Речь Посполитая). Административно деревня входила в состав Лучайской гмины Дуниловичского повета Виленского воеводства.
В 1923 году — насчитывала 100 жителей и 21 хозяйство.
В сентябре 1939 года Жилинские были присоединены к БССР силами Белорусского фронта РККА.
4 декабря 1939 года Жилинские вошли в состав Дуниловичского района Вилейской области БССР.
В годы Второй мировой войны деревня была полностью сожжена немецко-фашистскими захватчиками.
С 20 сентября 1944 года — в составе Полоцкой области. Деревня стала восстанавливаться.
В 1947 году в деревне насчитывалось 18 хозяйств.
С 20 января 1960 года — в составе Витебской области.
В 1964 году — 57 жителей и 21 хозяйство. Колхоз назывался «Гигант» с центром в Лучае. Позднее колхоз разделили на части и деревня Жилинские стала входить в состав колхоза «Ударник» (центр — в деревне Ковзаны).
В 1969 году при создании мемориального комплекса «Хатынь» в Национальном архиве Республики Беларусь был подготовлен «Список населённых пунктов Юньковского сельсовета Поставского района Витебской области, уничтоженных во время Великой Отечественной войны немецко-фашистскими захватчиками». В списке указана деревня Жилинские.
В 2001 году — 26 жителей и 14 дворов.
С 2012 года в деревне Жилинские по инициативе местного уроженца Петра Павловича Кароля проводится ежегодный фестиваль по косьбе травы.